# Christian Cauvy
Pour les articles homonymes, voir Cauvy.
Pas d'image ? Cliquez ici

a Compétitions nationales et continentales officielles uniquement.

Christian Cauvy, né le 7 mars 1956 à Oullins (Rhône), est un joueur et entraîneur français de rugby à XV qui évoluait au poste de demi d'ouverture (1,73 m pour 78 kg).

## Biographie
Il est le beau-frère de André, Bernard et Daniel Herrero et est éducateur.
Christian Cauvy met un terme à sa carrière de joueur en 1990 et passe ses diplômes d'entraîneur. Il démarre ainsi une seconde carrière à Chalon-sur-Saône, Rumilly, puis un retour à Toulon pour diriger le centre de formation. Il prend ensuite des postes en Italie, en Roumanie ou au Maroc où il entraîne l'équipe nationale.
Il est également entraîneur de Saint-Nazaire puis du RC Quimper de 2017 à 2019.
En 2019, il devient cadre technique de club en Guyane au sein du comité territorial local.

## Carrière
- RRC Nice
- RC Toulon

## Palmarès
- Championnat de France de première division :
  - Champion (1) : 1987
  - Vice-champion (2) : 1985 et 1989